# Sandelhout (paard)
De sandelhout is het bekendste paardenras uit Indonesië. Het ponyras is afkomstig van het eiland Soemba.
De sandelhout is bekend om het uithoudingsvermogen en de taaiheid. Rond 1900 werden er al zo'n 2000 paarden per jaar geëxporteerd naar Java. Ook nu nog worden ze geëxporteerd naar de andere eilanden van Indonesië, waar ze worden gebruikt als tuigpaard voor rijtuigen en karren en naar Australië, waar ze worden gebruikt als rijpony voor kinderen.
Op Soemba worden de paarden niet als tuigpaard gebruikt. Wel worden er regelmatig paardenraces mee gehouden, waarbij door zeer jonge ruiters zonder zadel wordt gereden.
Volgens Bonnie Hendricks, auteur van de International Encyclopedia of Horse Breeds (University of Oklahoma Press, 1995) droeg de Arabische volbloed bij aan het tot stand komen van dit ras. Een bijzonderheid is het eten van het op Soemba veelvoorkomende scherpe gras alang alang, dat door weinig andere dieren kan worden gegeten.
Andere Indonesische paardenrassen zijn de batak (delipony, gayoe), de javapony en de timorpony.

## Afbeeldingen

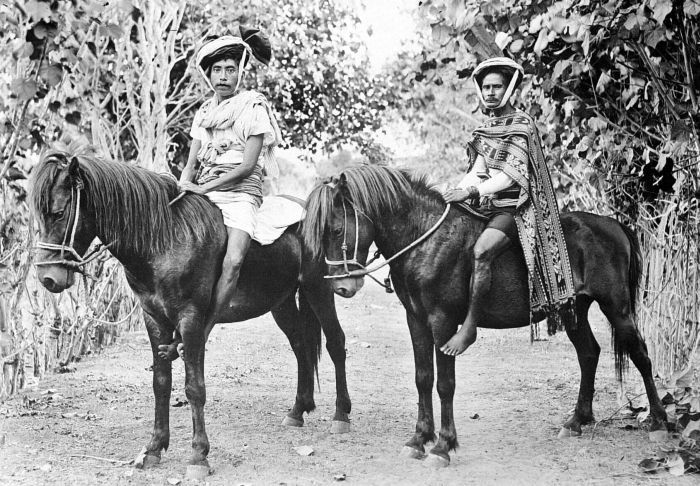
Twee Soembanezen op hun sandelhoutpaarden
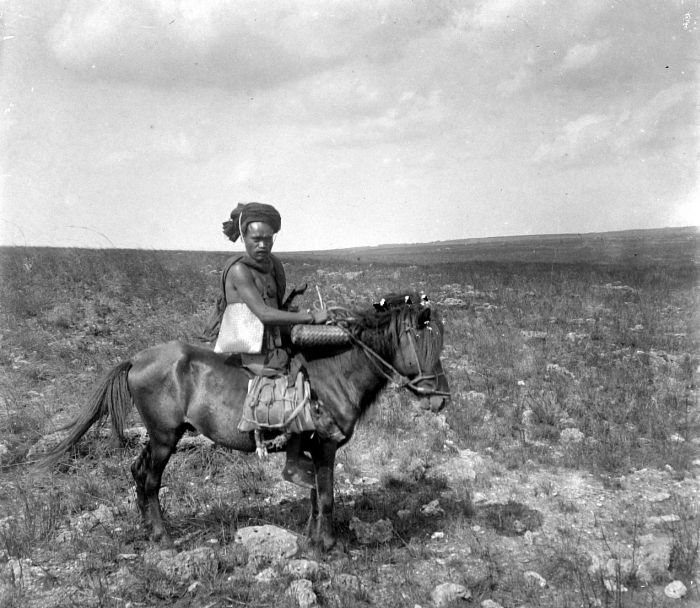
Soembanese man te paard met als bagage een klein speenvarken in een mand van pisangblad
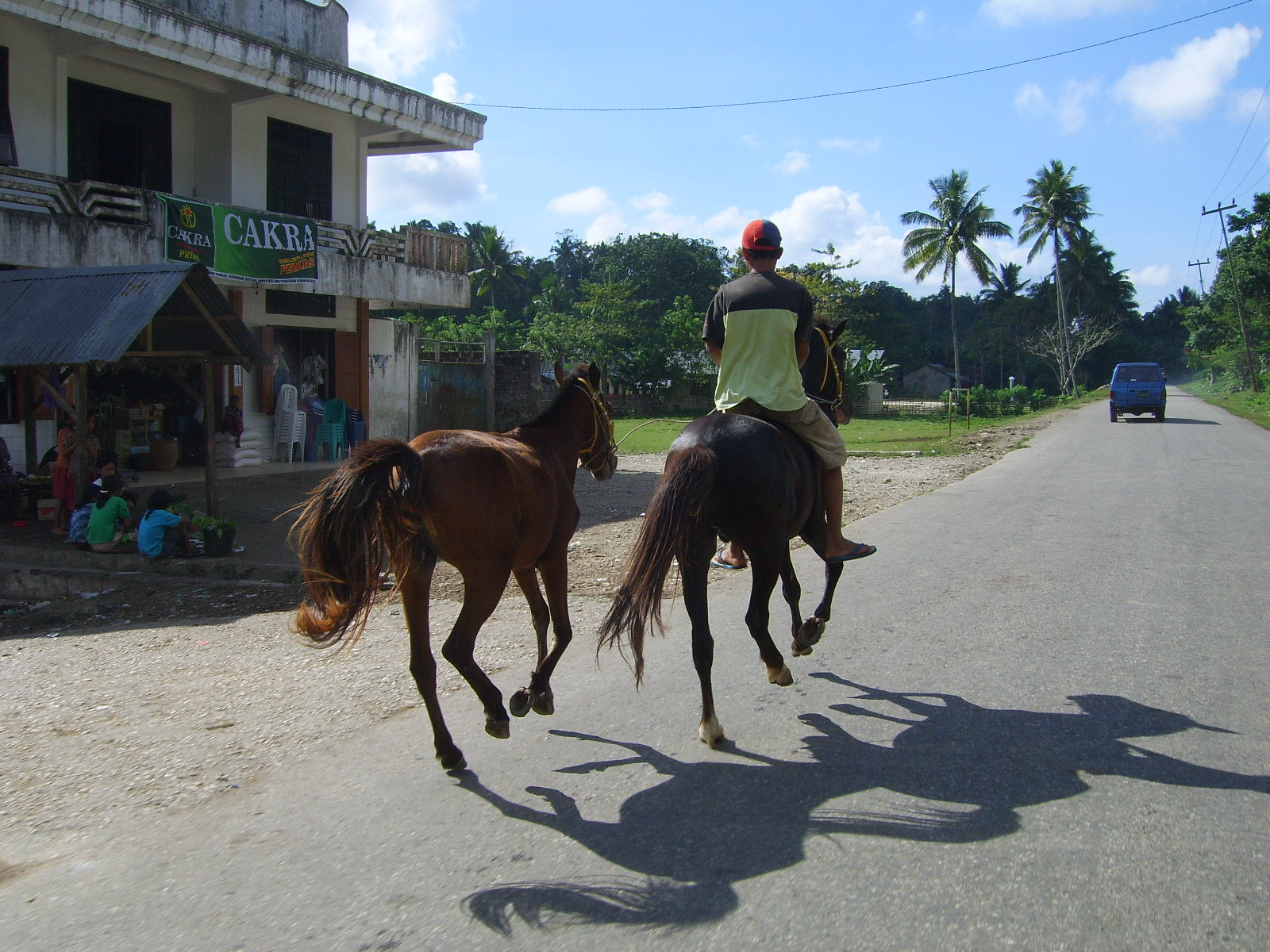
De sandelhout is een 'exportprodukt' van Soemba
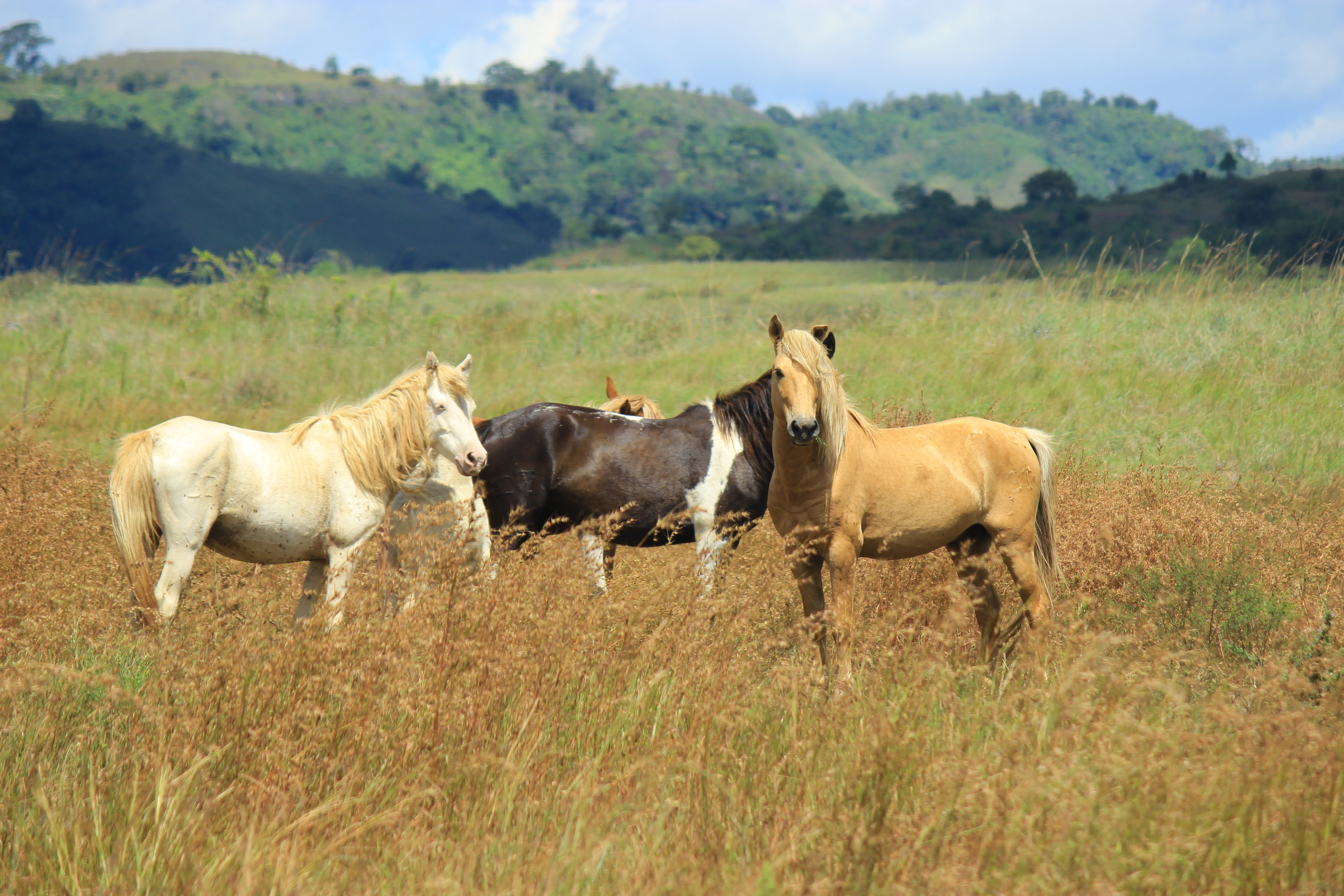
De pony's begrazen in halfwilde kuddes de savannes
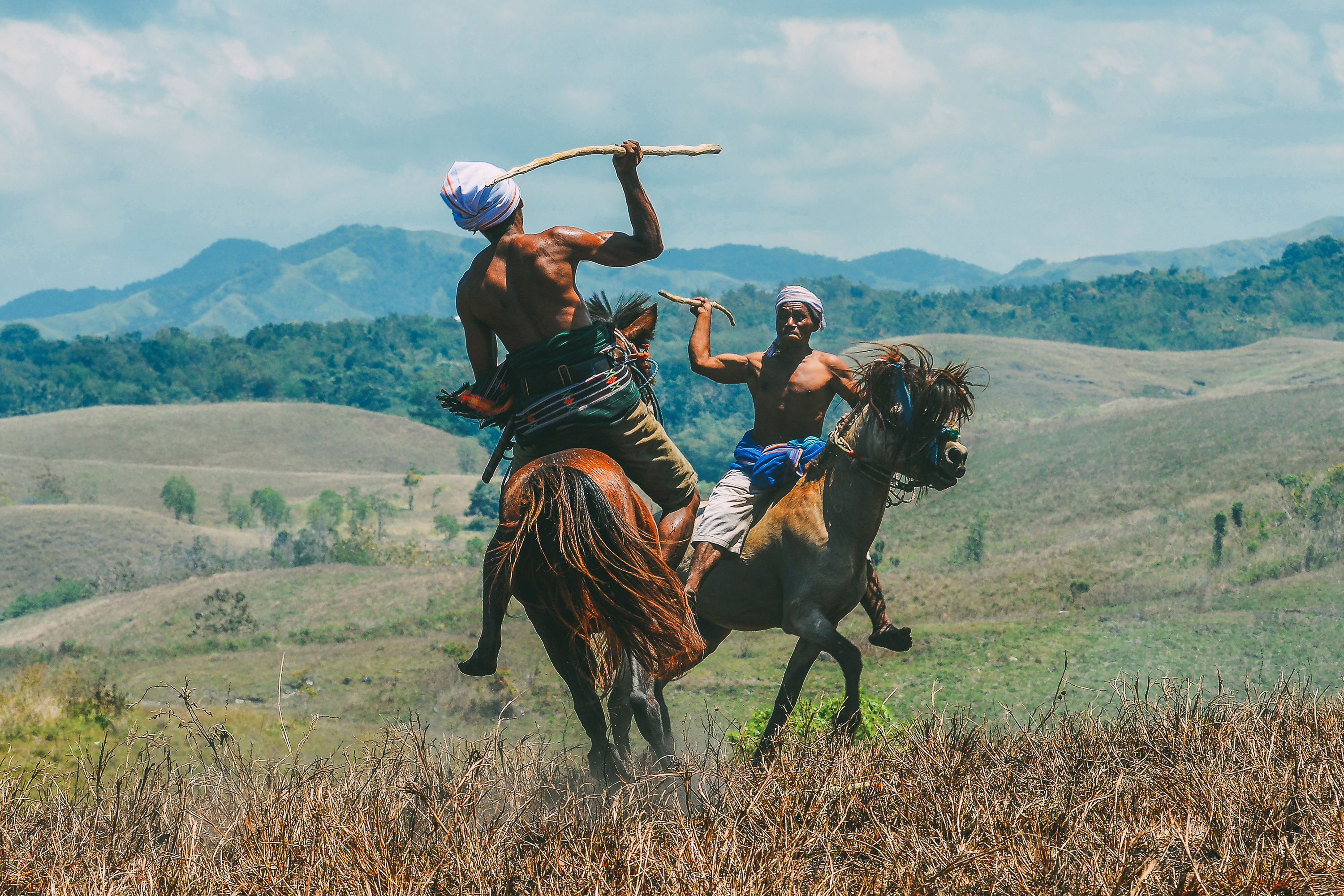
Pasola